# Elena Greculesi
Elena Greculesi (n. 21 iunie 1928, Suceava — d. 17 septembrie 2016, București) a fost o pictoriță română.

## Date biografice
Părinții ei au fost Minodora (născută Scobeniuc) și Constantin (funcționar în administrația financiară).
Elena Greculesi este pictor, membru al Uniunii Artiștilor Plastici din România. Urmează cursurile Liceului de fete „Doamna Maria” din Suceava. Începând cu anul 1947 studiază timp de doi ani filozofia și artele frumoase la Academia de Arte Plastice din Iași. Aici i-a avut maeștri pe Corneliu Baba și Mihai Cămăruț. În septembrie 1949 primește o bursă la Academia „Repin” din Sankt-Petersburg, dar revine în țară în decembrie același an, neputându-se adapta atmosferei opresive de acolo. În urma refuzului de a continua studiile la Sankt-Petersburg, reușește cu greu, abia după 2 ani, să-și reia cursurile la Institutul de Arte Plastice „Nicolae Grigorescu” din București pe care o absolvă în 1955 . Aici, printre iluștrii săi profesori, lui Camil Ressu îi va păstra o amintire neștearsă. A studiat la clasa Prof. Siegfried Wolfinger care și-a încurajat și protejat studenții de vicisitudinile vremurilor. În același an, 1955, debutează la București unde este prezentă într-o expoziție de artă plastică. Participă cu regularitate la Saloanele republicane și municipale, la numeroase expoziții personale, colective sau de grup organizate în țară:
- 1957 - Suceava
- 1966 - Suceava
- 1969 - București

și în străinătate:
- 1968 - Paris, Praga, Uppsala
- 1969 - Tel Aviv, Podgorica (Titograd), Lüdenscheid, Viena, Beirut
- 1971 - Geneva, Torino, Roma, Varșovia, Düseldorf
- 1972 - San Marino, Udine
- 1973 - Ravenna, Amalfi, Palermo, Livorno, Urbino, Moscova, Buenos Aires, Montevideo, Sao Paolo, Lima, Ulan Bator, Tienyin, Beijing, Phenian
- 1977 - Caracas, Udine, Havana, Florența, Cagnes-sur-Mer, Moscova, Shanghai, Madrid
- 1978 - Bulgaria, Iran
- 1979 - Madrid, Moscova
- 1982 - Volos (Grecia), Kiev
- 1984 - Atena
- 1988 - Iugoslavia, Bulgaria
- 1992 - Tokyo
- 1993 - Olanda
- 1994 - Japonia

În anul 1970 Ministerul de Externe al Italiei îi acordă Bursa „Perugia”. Astfel, pe parcursul unui an, are posibilitatea de a studia în mai multe orașe italiene.
Efectuează călătorii de studii și documentare în Austria, Ungaria, Cehoslovacia, Polonia, Germania, fosta URSS, Bulgaria, Grecia, Danemarca, Suedia, Franța, Spania, Italia.

## Aprecieri critice

### Emil Satco, istoric
"Elena Greculesi realizează o pictură transfigurat-realistă. În portrete își concentrează intențiile în mod deosebit spre figura umană, în care trăsăturile de interiorizare, noblețea și marea simplitate a gestului sunt elementele definitorii. La începutul carierei și-a manifestat interesul față de arta abstractă, când își contura un punct de vedere ce se apropia de folclorul românesc. Mai târziu pictura artistei capătă valențe superioare, prin includerea acelor coordonate specifice artei moderne: raport cromatic, materializare, stilizare, luminozitate. Artista, în efortul susținut de a-și valorifica valențele propriei personalități, după căutări și studii îndelungate asupra picturii universale, a operelor marilor maeștri, își amplifică posibilitățile de exprimare, ajungând la acea trăire lăuntrică a realului, specifică artei adevărate. În arta sa se observă o accentuată tendință de “bizantinizare”, atât în tratarea portretelor, cât și în compoziții. Personajele capătă aer de austeritate, în timp ce chipurile, departe de a fi rigide, degajă noblețe, puritate, fiind impregnate de multă sensibilitate (Bucovineană, Țărancă cu maramă, ș.a.). Vigoarea desenului accentuează eleganța formelor. Impresia de eleganță rafinată este subliniată și de prospețimea și vioiciunea coloritului, în care albul-argintiu și aurul joacă un rol important. Printre lucrările sale care ating perfecțiunea se află: Maria România și România 2000, două alegorii în fața cărora privitorul trăiește acut drama personajelor. Acestea împrumută, cum spune criticul de artă Vasile Florea, “multe din virtuțile artei monumentale”."

### Valentin Ciucă, critic de artă
"Șansa de a studia pictura sub îndrumarea unui profesor de anvergura artistică și morala a lui Corneliu Baba îi asigură, fără nici urmă de reticență, un veritabil certificat de valoare. Dacă la acest avantaj adăugăm serioasele studii de la Academia Repin, lucrurile devin ușor de explicat sub aspectul legitimității și creației. Față de lecția maeștrilor, Elena Greculesi a adăugat valențele unui spirit organizat și temeinic, dispus să facă din artă sensul vieții. A privit atent în proximitate, a privit oamenii și peisajul, a imaginat compoziții pe suport social sau afectiv. Arta picturii ei consistă în capacitatea de a organiza suprafața în așa fel încât echilibrul maselor să fie consonant cu valorile cromatice utilizate. Stilizările privesc în fapt sintezele grafice la care ajunge prin eliminarea detaliilor și menținerea în permanență în registrul unui cromatism rafinat și sugestiv. Faza subiectelor inspirate din valorificarea impulsurilor folclorice, decorative și geometrizante a creat impresia unui decorativism cromatic, unde suprafața mizează pe juxtapunerea unor mari suprafețe colorate complementar. Apoi, în faza amplelor desfășurări spațiale, perspectiva și structura planurilor determină artistul, din necesități de relație și echilibru, să configureze necesare volume pe verticală. Arhitectura peisajelor sugerează sonorități cromatice rafinate, iar portretele aerul personal al fiecărui model. Toate portretele însă, mai puțin cele ocazionale, denotă autenticul și exprimă plenitudinea vieții în variantele ei întruchipări și expresii, spiritualizate pe filieră bizantină."

### Vasile Florea, critic de artă
"La aluzii vag cubisto-constructiviste recurge și Elena Greculesi dar nu prin această latură a creației s-a impus ea, ci prin tablourile alegorice pe teme sociale sau de evocare istorică. Deosebit de pregnantă este linia contur care decupează expresiv aceste figuri redate de obicei pe fundaluri neutre. Caracterul convențional și mai degrabă auster al coloritului contribuie, de asemenea, la monumentalizarea și esențializarea imaginii"

### Mircea Deac, critic de artă
"Are o activitate bogată, apreciată pentru geometrizarea constructivă a desenului și compoziției și a culorilor dominante de bleu și gri A primit multe premii și distincții, a beneficiat de burse și a expus în multe expoziții peste hotare. Pictura sa se încadrează în spiritul Art Nouveau, deși uneori urmărește efecte de bizantinizare a imaginii"

## Despre Elena Greculesi

### Corneliu Baba în discuție cu Liviu Lăzărescu
Corneliu Baba i se destăinuie lui Liviu Lăzărescu: "Am dus-o prost, ăsta-i adevărul. În timpul ăsta eram criticat peste tot, formalism în sus, formalism în jos în vreme ce unii șopteau pe la colțuri c-aș fi mare. Clasa mea de pictură de la Iași s-a desființat. Constantin Baciu a fost dat afară, Ilie Pavel a fost dat afară, Elena Greculesi, care fusese trimisă la Moscova pentru studii, în urma unei dispute în care a declarat ca ea așa a învățat de la profesorul ei, a fost dată și ea afară!"

## Lucrări expuse în muzee și colecții

### Galerie imagini

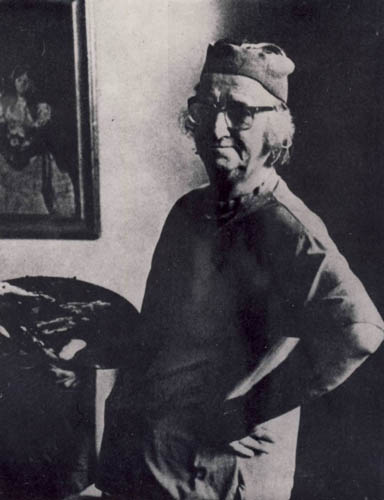
Corneliu Baba - Profesor al Elenei Greculesi la Academia de Arte Plastice din Iaşi

I.C. Corjan, Expoziția permanentă a artistei Elena Greculesi - Pictura ca „stare de grație“ și strălucire de sidef…
, cotidianul "Crai Nou", 19 mai 2007
"Orice privitor obișnuit sau avizat iubitor de artă poate observa cu ușurință că o stranie și indicibilă calitate cromatică emană din tablourile sale: strălucirea de sidef. Efectul este magistral, de aceea poți bănui la mijloc “misterioase” capacități constructive sau crede cu adevărat că, de fapt, talentul în mânuirea penelului poate duce la asemenea rezultate excepționale. Din acest punct de vedere, cele trei lucrări de mari dimensiuni (“Rugă”, România 2000” și “Maria, România”) excelează, sub raport formal, prin realismul individual al imaginii, dar conțin rafinate și prețioase nuanțe aurii cu irizări miraculoase de argint, într-o pensulație extrem de fină, riguroasă și detaliată. Cele trei personaje feminine, coborâte parcă dintr-o tipologie bizantină, respiră un aer mitologic, de închinare solemnă și interogație, surprinse în ipostaze hieratice de un simbolism sacerdotal. Liniștea contemplativă de pe chipul lor precum și monumentalitatea corporală vorbesc despre suferință, reculegere și dăinuire peste veacuri, dar recuzita vestimentară, voalurile și rochiile lor, brodate fastuos cu motive geometrice și vegetale, degajă abundență și somptuozitate. Răsfrânte în drapaje ample, ele însele constituie un decor întreg, zona de seducție predilectă a ochiului, unde jocul de ape sidefii atrage privirea în spațiul vibrant al luminii. Această bogată și muzicală proliferare a ornamentației dă un sens metaforic celor trei compoziții.
Prospețimea, subtilitatea și transparența, sobrietatea cromatică, caligrafia liniilor și eleganța formelor, gustul pentru detaliul relevant, ordinea și coerența expresiei, exigența transfigurării spațiului și a obiectelor dar și sugestia poetică sunt tot atâtea calități picturale surprinse în tablourile Elenei Greculesi. Acestea au încărcătură emoțională, degajă calm și echilibru, fascinează spiritul liric și îndeamnă totodată la reflecție. 
Celelalte lucrări (“Bucovineană”, “Țărancă cu maramă”, “Profil”, “Nalbe”, “Flori de primăvară” etc.) se disting prin esențializarea subiectelor și prin cromatismul acordurilor proxime de griuri colorate, în game reținute și evocatoare. Portretele sunt marcate de un benefic laconism al formelor cu aluzive trimiteri etno-folclorice, iar naturile statice sunt, de fapt, niște explozii florale într-un spațiu robust și tonic. Singurul peisaj (“Grădină”) semnifică, în ansamblul expoziției, atât excepția genului, cât și expresia plastică marcată de un conținut ideatic mai evident: expansiunea luxuriantă a vegetalului în natura invadată de culoarea verde… 
Grupajul expozițional demonstrează din plin ireproșabila execuție tehnică și perfecta stăpânire, de maestru, a mijloacelor de exprimare artistică. Se poate, de asemenea, observa că vizualitatea formelor este construită rațional, într-un demers “programatic” eficace, dar culoarea răspunde unor “stări de grație” inefabile, de beatitudine poetică, în deplin acord cu inflexiunile conceptuale proprii motivelor plastice evidențiate. Elena Greculesi, după o îndelungată experiență de viață și familiarizare cu arta sa, pare să fie un spirit calculat și auster, dar operele sale sunt marcate de o acută sensibilitate. Pictura ei este simultan atitudine reflexivă și substanță expresivă, sinteză mirabilă a purității percepției artistice și a exprimării unor idei și stări de mare intensitate. Efuziunile emoționale se temperează însă în acorduri grave, sublimate în culori evanescente, în griuri aurite și-n strălucire de sidef…"
În ziua de 12 iunie 2008, în prezența unui public avizat, iubitor de cultură, Elena Greculesi a făcut o nouă donație Bibliotecii Bucovinei “I.G. Sbiera” din Suceava. Cele trei lucrări donate se numesc „Bucovineană II”, „Flori pe gama violet” și „Călători spre uitare” (167cmx167cm).
Emoționată, artista a rostit cu tremur în glas „Inima mea este aici. Cântă ca un clopot în noaptea Învierii! Clipă frumoasă ca cea de-acum, prefă-te în eternitate!”
Într-un articol apărut în pagina de cultură a cotidianului „Crai Nou”, Doina Cernica spune despre lucrarea „Călători spre uitare” următoarele:
"Aceasta din urmă reprezintă rodul câtorva ani de inspirație, trudă, suferință și bucurie, este un vârf în creația marii artiste a Bucovinei și, ajunsă aici, la capătul drumului, la Suceava, căreia i-a fost sortită de la început, a ocupat majestuos locul central în universul expoziției, reordonându-l, înnoindu-l și accentuându-i splendoarea."
La rândul său Tiberiu Cosovan în articolul său „Botezul unui altar al Bucovinei” din cotidianul "Monitorul de Suceava" consemnează cu aceeași ocazie:
"Maestra Elena Greculesi („măiastra Bucovinei” cum a numit-o unul dintre vorbitorii care i-au făcut plecăciune la vernisaj) a revenit la Suceava pentru a-și împlini gestul de donație cu încă trei pânze, între care una de mari dimensiuni intitulată „Călător spre uitare”, care, în noua panotare, a devenit piesa centrală a expoziției.
Emoționată de momentul întoarcerii acasă, dar și de numărul mare a celor care au venit s-o întâmpine, artista și-a „fulgerat” existența într-o scurtă expunere în care și-a amintit că urca, parcă ieri, treptele aceleiași clădiri, în care funcționa Școala primară de fete, cu abecedarul în geantă și cu caietul de desen în care „mâzgălea lumea”."

## Premii, Recunoașteri publice
Parte din operele artistei (portrete, compoziții, peisaje, flori) au intrat deja în patrimoniul cultural național, parte fac obiectul unor colecții muzeale și particulare.
În 1978 a fost aleasă în Biroul Executiv al Uniunii Artiștilor Plastici. a fost distinsă cu:
- Ordinul „Meritul Cultural” clasa a V-a (1968) „pentru activitate deosebită în domeniul artelor plastice”[4]
- Medalia de Aur la Bienala de sculptură și pictură din Florența, Premio del Fiorino Bienale Internazionale D'Arte (16 iunie 1971)
- Premiul I și Medalia de Aur la a II-a ediție a Festivalului Național Cântarea României
- Marele Premiu la prima ediție a Festivalului Concurs de Artă Plastică „Voronețiana” (1976)
- Cetățean de onoare al Municipiului Suceava (2003)
- Indemnizație de merit UAP (2004)
- Premiul "Omnia" al Fundației Culturale a Bucovinei (2004)

În expunerea de motive pentru acordarea acestui premiu se spune:
"Personalitate plastică viguroasă, cu o vastă operă plină de prospețime, delicatețe și lirism, strălucită reprezentantă a spațiului bucovinean în arta plastică", artista „de o generozitate neobișnuită", care „a donat municipiului și județului Suceava o serie de lucrări constituite într-un veritabil tezaur, expus în sala de audiții a Bibliotecii Bucovinei „I.G. Sbiera""
În 2002 artista a donat Bibliotecii Bucovinei “I.G. Sbiera” din Suceava 12 lucrări de mare valoare, reprezentative pentru arta sa, care fac obiectul unei expoziții cu caracter permanent.
În 2008 donația a fost întregită cu încă 3 lucrări: „Bucovineană II“, ,,Flori pe gama violet“ și ,,Călători spre uitare“.
"Aceasta din urmă reprezintă rodul câtorva ani de inspirație, trudă, suferință și bucurie, și, ajunsă aici, la capătul drumului, la Suceava, căreia i-a fost sortită de la început, a ocupat locul central în cadrul expoziției." (Elena Greculesi, iunie, 2008)
Sala bibliotecii care găzduiește donația artistei poartă numele de Sala de Arte "Elena Greculesi".
Lucrări ale artistei se află în colecții muzeale și particulare din Japonia, SUA, Canada, Spania, Franța, Italia, Australia, Iugoslavia, Suedia, Grecia și Austria.

## Cataloage
- Elena Greculesi, Paintings, Konstsalogen Kavaletten, Svartbackgatan 30, Uppsala, 1973